# Leucochrysa (Nodita) garridoi
Leucochrysa (Nodita) garridoi is een insect uit de familie van de gaasvliegen (Chrysopidae), die tot de orde netvleugeligen (Neuroptera) behoort. 
Leucochrysa (Nodita) garridoi is voor het eerst wetenschappelijk beschreven door Alayo in 1968.